# PWI Match of the Year
Le PWI Match of the Year Award, est remis chaque année depuis 1972 par le magazine de catch Pro Wrestling Illustrated, reconnaissant le meilleur match de l'année selon les lecteurs. Shawn Michaels a remporté le plus ce trophée, à onze reprises.

## Palmarès
| Année | Date         | Match                                                   | Titre                                                                 | Événement                                     | Lieu                   | Type de match                                                      |
| ----- | ------------ | ------------------------------------------------------- | --------------------------------------------------------------------- | --------------------------------------------- | ---------------------- | ------------------------------------------------------------------ |
| 1972  | 14 janvier   | Bruno Sammartino remporte une bataille royale           | Pas de titre remis en jeu.                                            | Battle Royal in Los Angeles                   | Los Angeles            | Bataille royale                                                    |
| 1973  | 24 mai       | Dory Funk, Jr. contre Harley Race                       | NWA World Heavyweight Championship                                    | NWA (émission)                                | Kansas City            | Match simple                                                       |
| 1974  | 27 janvier   | Jack Brisco contre Dory Funk, Jr.                       | NWA World Heavyweight Championship                                    | NWA (émission)                                | Tokyo                  | Match simple                                                       |
| 1975  | 17 mars      | Bruno Sammartino contre Spiros Arion                    | WWF Heavyweight Championship                                          | WWF (émission)                                | New York               | Match simple                                                       |
| 1976  | 26 avril     | Bruno Sammartino contre Stan Hansen                     | WWF Heavyweight Championship                                          | WWF (émission)                                | New York               | Match simple                                                       |
| 1977  | 30 avril     | Bruno Sammartino contre Billy Graham                    | WWF Heavyweight Championship                                          | WWF (émission)                                | Baltimore              | Match simple                                                       |
| 1978  | 20 février   | Billy Graham contre Bob Backlund                        | WWF Heavyweight Championship                                          | WWF (émission)                                | New York               | Match simple                                                       |
| 1979  | 21 août      | Harley Race contre Dusty Rhodes                         | NWA World Heavyweight Championship                                    | NWA (émission)                                | Tampa                  | Match simple                                                       |
| 1980  | 9 août       | Bruno Sammartino contre Larry Zbyszko                   | Pas de titre remis en jeu.                                            | Showdown at Shea                              | Flushing               | Steel cage match                                                   |
| 1981  | 2 mai        | André The Giant contre Killer Kahn                      | Pas de titre remis en jeu.                                            | WWF (émission)                                | Rochester              | Match simple                                                       |
| 1982  | 28 juin      | Bob Backlund contre Jimmy Snuka                         | WWF Heavyweight Championship                                          | WWF (émission)                                | New York               | Steel cage match                                                   |
| 1983  | 10 juin      | Ric Flair contre Harley Race                            | NWA World Heavyweight Championship                                    | NWA (émission)                                | St. Louis              | Match simple                                                       |
| 1984  | 6 mai        | Ric Flair contre Kerry Von Erich                        | NWA World Heavyweight Championship                                    | David Von Erich Memorial, Parade of Champions | Irving                 | Match simple                                                       |
| 1985  | 31 mars      | Hulk Hogan et Mr. T contre Roddy Piper et Paul Orndorff | Pas de titre remis en jeu.                                            | WrestleMania                                  | New York               | Tag team match                                                     |
| 1986  | 26 juillet   | Ric Flair contre Dusty Rhodes                           | NWA World Heavyweight Championship                                    | The Great American Bash 1986                  | Greensboro             | Steel cage match                                                   |
| 1987  | 29 mars      | Ricky Steamboat contre Randy Savage                     | WWF Intercontinental Championship                                     | WrestleMania III                              | Détroit                | Match simple                                                       |
| 1988  | 5 février    | Hulk Hogan contre André The Giant                       | WWF Championship                                                      | WWF The Main Event                            | Indianapolis           | Match simple                                                       |
| 1989  | 7 mai        | Ricky Steamboat contre Ric Flair                        | NWA World Heavyweight Championship                                    | Wrestle War                                   | Nashville              | Match simple                                                       |
| 1990  | 1er avril    | Hulk Hogan contre The Ultimate Warrior                  | WWF Heavyweight Championship et WWF Intercontinental Championship     | WrestleMania VI                               | Toronto                | Match simple                                                       |
| 1991  | 19 mai       | The Steiner Brothers contre Lex Luger et Sting          | WCW World Tag Team Championship                                       | SuperBrawl                                    | St. Petersburg         | Tag team match                                                     |
| 1992  | 29 août      | Bret Hart contre The British Bulldog                    | WWF Intercontinental Championship                                     | SummerSlam 1992                               | Londres                | Match simple                                                       |
| 1993  | 17 mai       | Shawn Michaels contre Marty Jannetty                    | WWF Intercontinental Championship                                     | Monday Night RAW                              | New York               | Match simple                                                       |
| 1994  | 20 mars      | Razor Ramon contre Shawn Michaels                       | WWF Intercontinental Championship                                     | WrestleMania X                                | New York               | Ladder Match                                                       |
| 1995  | 2 avril      | Diesel contre Shawn Michaels                            | WWF Heavyweight Championship                                          | WrestleMania XI                               | Hartford               | Match simple                                                       |
| 1996  | 31 mars      | Bret Hart contre Shawn Michaels                         | WWF Heavyweight Championship                                          | WrestleMania XII                              | Anaheim                | Iron Man Match                                                     |
| 1997  | 23 mars      | Bret Hart contre Steve Austin                           | Pas de titre remis en jeu.                                            | WrestleMania 13                               | Chicago                | No Disqualification Submission Match                               |
| 1998  | 28 juin      | The Undertaker contre Mankind                           | Pas de titre remis en jeu.                                            | King of the Ring 1998                         | Pittsburgh             | Hell in a Cell Match                                               |
| 1999  | 24 janvier   | Mankind contre The Rock                                 | WWF Heavyweight Championship                                          | Royal Rumble 1999                             | Anaheim                | "I Quit" match                                                     |
| 2000  | 2 avril      | Dudley Boyz contre Hardy Boyz contre Edge et Christian  | WWF Tag Team Championship                                             | WrestleMania 2000                             | Anaheim                | Triangle Ladder Match                                              |
| 2001  | 1er avril    | Dudley Boyz contre Hardy Boyz contre Edge et Christian  | WWF Tag Team Championship                                             | WrestleMania X-Seven                          | Houston                | Tables, Ladders, and Chairs match                                  |
| 2002  | 17 mars      | The Rock contre Hollywood Hogan                         | Pas de titre remis en jeu.                                            | WrestleMania X8                               | Toronto                | Match simple                                                       |
| 2003  | 18 septembre | Kurt Angle contre Brock Lesnar                          | WWE Championship                                                      | WWE SmackDown                                 | Raleigh                | Iron Man match                                                     |
| 2004  | 14 mars      | Triple H contre Chris Benoit contre Shawn Michaels      | WWE World Heavyweight Championship                                    | WrestleMania XX                               | New York               | Triple Threat match                                                |
| 2005  | 3 avril      | Kurt Angle contre Shawn Michaels                        | Pas de titre remis en jeu.                                            | WrestleMania 21                               | Los Angeles            | Match simple                                                       |
| 2006  | 2 avril      | Shawn Michaels contre Vince McMahon                     | Pas de titre remis en jeu.                                            | WrestleMania 22                               | Chicago                | No Holds Barred Match                                              |
| 2007  | 23 avril     | John Cena contre Shawn Michaels                         | Pas de titre remis en jeu.                                            | Raw                                           | Londres                | WrestleMania XXIII return non-title match                          |
| 2008  | 30 mars      | Shawn Michaels contre Ric Flair                         | Si Ric Flair perd, il est contraint de mettre un terme à sa carrière. | WrestleMania XXIV                             | Orlando                | Career Threating Match                                             |
| 2009  | 5 avril      | The Undertaker contre Shawn Michaels                    | Pas de titre remis en jeu.                                            | WrestleMania XXV                              | Houston                | Match simple                                                       |
| 2010  | 28 mars      | The Undertaker contre Shawn Michaels                    | Si Shawn Michaels perd, il devra mettre un terme à sa carrière.       | WrestleMania XXVI                             | Phoenix                | Streak vs Career match sans disqualification ni décompte extérieur |
| 2011  | 17 juillet   | CM Punk contre John Cena                                | WWE Championship                                                      | Money in the Bank (2011)                      | Chicago                | Match simple                                                       |
| 2012  | 1er avril    | The Undertaker contre Triple H                          | Pas de titre remis en jeu.                                            | WrestleMania XXVIII                           | Miami (Floride)        | Hell In A Cell                                                     |
| 2013  | 18 août      | John Cena contre Daniel Bryan                           | WWE Championship                                                      | SummerSlam (2013)                             | Los Angeles            | Match simple avec Triple H comme arbitre spécial                   |
| 2014  | 1er juin     | John Cena contre Bray Wyatt                             | Pas de titre remis en jeu.                                            | Payback (2014)                                | Rosemont               | Last Man Standing match                                            |
| 2015  | 7 octobre    | Sasha Banks contre Bayley                               | NXT Women's Championship                                              | NXT TakeOver: Respect                         | Winter Park (Floride)  | Iron Woman Match de 30 minutes                                     |
| 2016  | 21 août      | A.J. Styles contre John Cena                            | Pas de titre remis en jeu.                                            | SummerSlam (2016)                             | Brooklyn               | Match simple                                                       |
| 2017  | 4 janvier    | Kazuchika Okada contre Kenny Omega                      | IWGP Heavyweight Championship                                         | Wrestle Kingdom 11                            | Tokyo                  | Match simple                                                       |
| 2018  | 9 juin       | Kenny Omega contre Kazuchika Okada                      | IWGP Heavyweight Championship                                         | Domination 6.9                                | Osaka                  | 2 out of 3 falls                                                   |
| 2019  | 25 mai       | Cody contre Dustin Rhodes                               | Pas de titre remis en jeu.                                            | AEW Double or Nothing                         | Las Vegas              | Match simple                                                       |
| 2020  | 29 février   | Adam Page et Kenny Omega contre The Young Bucks         | AEW World Tag Team Championship                                       | AEW Revolution                                | Chicago, Illinois      | Tag team match                                                     |
| 2021  | 17 mars      | Britt Baker contre Thunder Rosa                         | Pas de titre remis en jeu.                                            | AEW Dynamite : St. Patrick's Day Slam         | Jacksonville (Floride) | Unsanctionned Lights Out Match                                     |
| 2022  | 5 juin       | Cody Rhodes contre Seth "Freakin" Rollins               | Pas de titre remis en jeu.                                            | Hell in a Cell (2022)                         | Rosemont (Illinois)    | Hell In A Cell                                                     |
| 2023  | 1er avril    | Rhea Ripley contre Charlotte Flair                      | WWE SmackDown Women's Championship                                    | WrestleMania 39                               | Inglewood (Californie) | Match simple                                                       |

## Source
- (en) « Pro Wrestling Illustrated Award Winners - Match of the Year (1972-2007) », sur Wrestling Information Archive